# آثار استخدام البنزوديازيبين على المدى الطويل
تشمل آثار استخدام البنزوديازيبين على المدى الطويل الاعتماد على المخدرات، فضلا عن الآثار السلبية على الوظيفة المعرفية والسلوكية والصحة البدنية، والصحة العقلية. تكون البنزوديازيبينات عموما فعالة عند استخدامها علاجيا على المدى القصير، معظم المشاكل المرتبطة بالبنزوديازيبينات تنتج عن استخدامها على المدى الطويل، هناك مخاطر جسدية وعقلية واجتماعية كبيرة مرتبطة باستخدام البنزوديازيبينات على المدى الطويل. على الرغم من أن القلق يمكن أن يزيد مؤقتا كأعراض انسحاب، هناك أدلة على أن خفض نسبة البنزوديازيبينات يمكن أن يؤدي على المدى الطويل إلى انخفاض أعراض القلق. بسبب هذه الأعراض الجسدية والعقلية المتزايدة من استخدام البنزوديازيبينات على المدى الطويل، يوصى بالانسحاب من البنزوديازيبينات ببطء لكثير من المستخدمين على المدى الطويل. غير أن الجميع لا يواجهون مشاكل في الاستخدام على المدى الطويل.
بعض الأعراض التي يمكن أن تحدث نتيجة للانسحاب من البنزوديازيبينات بعد الاستخدام على المدى الطويل تشمل الغموض العاطفي، أعراض الانفلونزا، الانتحار، غثيان، صداع، دوخة، خمول، مشاكل النوم، فقدان الذاكرة، تغير في الشخصية، عدوان، اضطراب اكتئابي، والتدهور الاجتماعي، فضلا عن صعوبات في العمل، في حين أن الآخرين لا يعانون من أي آثار جانبية من استخدام البنزوديازيبين على المدى الطويل، لا ينبغي للمرء أن يتوقف فجأة عن استخدام هذا الدواء، وانما ينبغي له أن يستخدم جرعة أقل تحت إشراف الطبيب. البنزوديازيبينات فعالة للغاية في المدى القصير، فإن التأثيرات الضارة في بعض الأشخاص المرتبطة بالاستخدام طويل الأمد بما في ذلك القدرات المعرفية الضعيفة ومشاكل الذاكرة وتقلبات المزاج والجرعات الزائدة عند دمجها مع أدوية أخرى قد تجعل نسبة المخاطرة والفوائد غير مواتية، وبالإضافة إلى ذلك، البنزوديازيبينات لها خصائص تعزيز في بعض الأفراد، وبالتالي يعتبر تناول تلك الادوية من المخدرات ويؤدي إلى الإدمان، وخاصة في الأفراد الذين لديهم سلوك "يسعى إلى تناول المخدرات". العديد من هذه الآثار السلبية للاستخدام الطويل من البنزوديازيبينات تبدأ في إظهار بعض التحسينات من 3-6 أشهر بعد الانسحاب.
وتشمل المخاوف الأخرى حول آثار استخدام البنزوديازيبين على المدى الطويل في بعض المرضى ما يلى: تصاعد الجرعة، إساءة استخدام البنزوديازيبين، ومشاكل انسحاب البنزوديازيبين. يمكن أن يؤدي كل من التعود الفسيولوجي للدواء والتبعية إلى تفاقم الآثار السلبية للبنزوديازيبينات، وقد ارتبطت زيادة خطر الوفاة من استخدام البنزوديازيبينات على المدى الطويل في العديد من الدراسات، ومع ذلك، لم تجد دراسات أخرى زيادة معدل الوفيات عند استخدام البنزوديازيبينات على المدى الطويل. ونظرا للنتائج المتضاربة في الدراسات المتعلقة بالبنزوديازيبينات وزيادة مخاطر الوفاة بما في ذلك السرطان، فقد أُوصي بإجراء مزيد من البحوث في الاستخدام طويل الأجل من البنزوديازيبينات ومدى خطورتها على حياة الانسان، وقد أجريت بالفعل بحوث في المستخدمين الذين يتناولون البنزوديازيبينات.  إن استخدام البنزوديازيبينات على المدى الطويل أمر مثير للجدل وأثار جدلا كبيرا داخل مهنة الطب، وجهات النظر حول طبيعة وشدة المشاكل مع الاستخدام على المدى الطويل من البنزوديازيبينات تختلف من خبير إلى خبير وحتى من بلد إلى آخر، بعض الخبراء حتى تساءل عما إذا كان هناك أي مشكلة مع استخدام البنزوديازيبينات على المدى الطويل.

## الأعراض
تشمل آثار استخدام البنزوديازيبين على المدى الطويل : إزالة التثبيط، ضعف التركيز والذاكرة، والاضطراب الاكتئابي، بالإضافة إلى العجز الجنسي. قد تختلف الآثار بعيدة المدى للبنزوديازيبينات عن الآثار الضارة التي تظهر بعد المعالجة الحادة للبنزوديازيبينات. ووجد تحليل لمرضى السرطان أن أولئك الذين أخذوا المهدئات أو أقراص النوم لديهم نوعية حياة أقل بكثير على جميع القياسات التي أُجريت، تم العثور على تفاقم بعض الأعراض مثل التعب، والأرق، والألم، وضيق التنفس والإمساك عند مقارنته مع أولئك الذين لم يأخذوا المهدئات أو أقراص النوم. معظم الأفراد الذين نجحوا في وقف العلاج المنوم بعد تفتق تدريجي حيث توقفوا عن تعاطي الدواء لمدة 6 أشهر لديهم مشاكل النوم ولكن بدأوا يشعرون بتحسن عام خلال فترة الـ 6 أشهر المتابعة. وقد تبين أن استخدام البنزوديازيبينات لعلاج القلق يؤدي إلى زيادة كبيرة في تكاليف الرعاية الصحية بسبب الحوادث والآثار الضارة الأخرى المرتبطة باستخدام البنزوديازيبينات على المدى الطويل.

### الحالة المعرفية
استخدام البنزوديازيبين على المدى الطويل يمكن أن يؤدي إلى ضعف عام في الإدراك، بما في ذلك الاهتمام المستمر والتعلم اللفظي والذاكرة والحركية النفسية، فيسو-موتور والقدرات المفاهيمية يطلق عليها بالإنجليزية "visuo-motor and visuo-conceptual abilities". هذه الآثار تؤثر على الإدراك، على الرغم من أن تأثيرها على أداء المريض اليومي هو، في معظم (ولكن ليس كل الحالات)، غير هام، تم العثور على تغييرات عابرة في الدماغ باستخدام دراسات التصوير العصبي، ولكن لم يتم العثور على أي تشوهات في الدماغ في المرضى الذين عولجوا باستخدام البنزوديازيبينات على المدى الطويل. عندما يتوقف مستخدمو البنزوديازيبين عن العلاج طويل الأمد، تتحسن وظائفهم المعرفية في الأشهر الستة الأولى، على الرغم من أن العجز قد يستغرق أكثر من ستة أشهر للعودة إلى خط البداية. في كبار السن، استخدام البنزوديازيبينات على المدى الطويل هو عامل خطر لتضخيم التدهور المعرفي، على الرغم من أن الانسحاب التدريجي يرتبط مع تحسن الوضع المعرفي

### تأثير البنزوديازيبين على النوم
يمكن أن يتأثر النوم سلبا عند استخدام البنزوديازيبين، الآثار السلبية المحتملة على النوم تشمل تحريض أو تفاقم النوم (أي، اضطراب النوم الناجم عن البنزوديازيبين)، اختلال التنفس، يشيع استخدام البنزوديازيبينات لعلاج الأرق على المدى القصير، على الرغم من أن البنزوديازيبينات يمكن أن تساعد الناس إلى النوم، بينما تعمل المخدرات على تعطل بنية النوم : تقليل وقت النوم، وتأخر وقت النوم عن الطبيعي، وزيادة لنشاط ألفا وبيتا "increasing alpha and beta activity"، وانخفاض مجمعات K " decreasing K complexes" ونشاط دلتا.

### الصحة النفسية والجسدية
إن استخدام البنزوديازيبينات على المدى الطويل قد يكون له تأثير مماثل على الدماغ مثل الكحول، ويتورط أيضا في الاكتئاب، والقلق، واضطراب ما بعد الصدمة (PTSD)، والهوس، الذهان، اضطرابات النوم، الخلل الجنسي، الهذيان، والاضطرابات العصبية. ومع ذلك وجدت دراسة عام 2016 انه لا توجد علاقة بين استخدام البنزوديازيبينات على المدى الطويل والخرف. كما هو الحال مع الكحول، يُعتقد أن آثار البنزوديازيبين على الكيمياء العصبية، مثل انخفاض مستويات السيروتونين والنورادرينالين، تكون هي المسؤولة على المزاج والقلق. بالإضافة إلى ذلك، يمكن للبنزوديازيبينات أن تسبب بشكل غير مباشر تفاقم الأعراض النفسية الأخرى (على سبيل المثال، المزاج، القلق، الذهان، التهيج) من خلال تفاقم النوم (أي، اضطراب النوم الناجم عن البنزوديازيبين)
استخدام البنزوديازيبين على المدى الطويل قد يؤدي إلى خلق أو تفاقم الظروف الصحية البدنية والعقلية، والتي تتحسن بعد 6 أشهر أو أكثر من الامتناع عن تناول الدواء، بعد فترة من حوالي 3 إلى 6 أشهر من الامتناع عن تعاطي الدواء، تظهر تحسينات ملحوظة في الرفاه العقلي والجسدي، على سبيل المثال، دراسة واحدة على النوم عندما تم سحب الأدوية المنومة تدريجيا بعد 6 أشهر من الامتناع عن تناول المخدر كان لدي المرضى مشاكل النوم وأصبح القلق أقل بكثير عن حالتهم قبل توقف تعاطي المخدر، وكان هناك شعور عام لتحسن الصحة، أولئك الذين بقوا على الأدوية المنومة لم يكن لديهم أي تحسن في الأرق، والقلق، أو أي تصنيفات من الصحة العامة. ووجدت دراسة أن الأفراد الذين انسحبوا من البنزوديازيبينات أظهروا انخفاضا ملحوظا في استخدام خدمات الصحة الطبية والعقلية.
حوالي نصف المرضى الذين يحضرون خدمات الصحة النفسية بما في ذلك اضطرابات القلق مثل اضطراب الهلع أو الرهاب الاجتماعي قد يكون ذلك نتيجة للكحول أو الاعتماد على البنزوديازيبين. في بعض الأحيان تسبق اضطرابات القلق الكحوليات. كثير من مدمنين الكحول أو البنزوديازيبينات قرروا الإقلاع عن التدخين عندما فُسّر لهم أن لديهم خيار بين الصحة النفسية السيئة المستمرة أو الإقلاع عن التدخين والتعافي من أعراضهم، ولوحظ أنه لأن كل فرد لديه مستوى حساسية للكحول أو المخدرات المنومة المهدئة، يمكن أن يؤدي ذلك إلى تفاوت بين الناس في التحسن أو تفاقم أعرض الانسحاب، وأنه حتى الشرب المعتدل في الأفراد الحساسة يمكن أن يسبب متلازمات القلق و اضطرابات النوم، الشخص الذي يعاني من الآثار السامة للكحول أو البنزوديازيبينات لن يستفيد من العلاجات أو الأدوية الأخرى لأنها لا تعالج السبب الجذري للأعراض، العلاج من الاعتماد على البنزوديازيبين يميل إلى أن يستغرق وقتا أطول بكثير من علاج الكحوليات. وخلص استعراض للأدبيات المتعلقة بالعقاقير المنومة مثل البنزوديازيبين إلى أن هذه الأدوية تسبب خطرا لا مبرر له على الفرد وعلى الصحة العامة، وتشمل المخاطرالحوادث، التوقف التدريجي للمنومات يؤدي إلى تحسين الصحة دون تفاقم النوم (أي، اضطراب النوم الناجم عن البنزوديازيبين).
المستخدمين اليوميين من البنزوديازيبينات هم أيضا في خطر أكبر من التعرض لأعراض ذهانية مثل الأوهام والهلوسة. وجدت دراسة أن 42 مريضا استخدم ألبرازولام، وصل ثلث مستخدمين البنزوديازيبين على المدى الطويل إلى تطوير الاكتئاب لديهم. وقد أظهرت الدراسات أن استخدام البنزوديازيبينات على المدى الطويل ومخدرات البنزوديازيبين ومستقبلات النونزوديازيبين يرتبط مع تسبب الاكتئاب فضلا عن خطر الانتحار وزيادة خطر الوفاة بشكل عام.
ووجدت دراسة أُجريت على 50 مريضا الذين حضروا عيادة انسحاب البنزوديازيبين أن استخدام البنزوديازيبينات على المدى الطويل يسبب مجموعة واسعة من الاضطرابات النفسية والفسيولوجية، وقد تبين أنه بعد عدة سنوات من الاستخدام المزمن للبنزوديازيبين، طور جزء كبير من المرضى مشاكل صحية عقلية وبدنية مختلفة بما في ذلك الخوف من الأماكن المكشوفة، ومتلازمة القولون العصبي، وزيادة القلق، ونوبات الذعر، التي لم تكن موجودة مسبقا. وقد تحسنت بشكل ملحوظ أعراض الصحة النفسية والصحة البدنية الناجمة عن استخدام البنزوديازيبين على المدى الطويل بشكل ملحوظ على مدى فترة من السنة بعد الانتهاء من الانسحاب البطيء، وقد تم تشخيص ثلاثة من 50 مريضا بشكل خاطىء بالتصلب المتعدد عندما كانت الأعراض في الواقع بسبب استخدام البنزوديازيبين المزمن، وكان عشرة من المرضى قد تناولوا جرعات زائدة من المخدرات بينما كانوا على البنزوديازيبينات، على الرغم من حقيقة أن اثنين فقط من المرضى لديهم تاريخ سابق من أعراض الاكتئاب، بعد الانسحاب، لم يأخذ أي مرضى أي جرعات زائدة أخرى بعد 1 سنة من الانسحاب، وقد افترض أن سبب تدهور الصحة النفسية والجسدية في نسبة كبيرة من المرضى بسبب زيادة تعود الجسم على الدواء حيث ظهرت أعراض الانسحاب، على الرغم من إعطاء جرعات محددة ثابتة. وهناك نظرية أخرى هي أن استخدام البنزوديازيبين المزمن يسبب سمية متزايدة خفية، مما يؤدي بدورها إلى زيادة العلاجات النفسية في مستخدمين البنزوديازيبينات على المدى الطويل.
استخدام البنزوديازيبينات على المدى الطويل يمكن أن يسبب اضطرابات إدراكية في بعض الناس، حتى في أولئك الذين يأخذون جرعة يومية مستقرة.
وبالإضافة إلى ذلك، الاستخدام المزمن للبنزوديازيبينات هو عامل خطير لتشنج الجفن. يمكن أن تحدث الأعراض الناجمة عن المخدرات التي تشبه آثار الانسحاب مثل استخدام جرعات كبيرة لفترات طويلة، تعاطي مواد تشبه المخدر مثل الباربيتورات، وكذلك الكحول، وهذا يدل على أن الآثار الناجمة عن الاستخدام المزمن لمخدرات البنزوديازيبين ليست فريدة من نوعها ولكن يحدث مع غيرها من المخدرات المنومة مثل غابايرجيك، أي الكحوليات والباربيتورات.

### الجهاز المناعي
يبدو أن الاستخدام المزمن للبنزوديازيبينات يسبب اضطرابات مناعية كبيرة في دراسة لمرضى خارجيين مختارين يحضرون قسم علم الأدوية النفسية. وقد وجد أن الديازيبام والكلونازيبام لهما آثار طويلة الأمد، ولكنها ليست دائمة، ومع ذلك، تم العثور على أن جرعات عالية جدا من الديازيبام تسبب مناعة مدى الحياة في الفئران حديثي الولادة، لم يتم إجراء دراسات لتقييم الآثار المناعية للديازيبام في البشر؛ ومع ذلك، تم العثور على جرعات عالية من الديازيبام، في البشر، لتكون خطرا كبيرا مثل الاصابة بالالتهاب الرئوي، استنادا إلى دراسة للأشخاص الذين يعانون من الكزاز، قد اقترح أن الديازيبام قد يسبب تغييرات طويلة الأمد لمستقبلات غابا مع اضطرابات طويلة الأمد الناتجة عن السلوك ووظيفة الغدد الصماء والوظيفة المناعية.

### الانتحار وإيذاء النفس
يرتبط استخدام البنزوديازيبينات على زيادة معدل محاولات الانتحار، ويشتبه في أن آثار البنزوديازيبينات يمكن أن يسبب الاضطرابات النفسية الناجمة عن الآثار الجانبية أو أعراض الانسحاب. لأن البنزوديازيبينات بشكل عام تعمل على زيادة خطر الانتحار، وينبغي توخي الحذر عند وصف ذلك الدواء، وخاصة للمرضى المعرضين للخطر. ووجد أن المراهقين المكتئبين الذين يتناولون البنزوديازيبينات لديهم مخاطر متزايدة جدا من إيذاء النفس أو الانتحار، على الرغم من أن حجم العينة كان صغيرا، آثار البنزوديازيبينات في الأفراد دون سن 18 يتطلب المزيد من البحث، وهناك حاجة إلى توخي مزيد من الحذر عند استخدام البنزوديازيبينات في المراهقين المكتئبين. وكثيرا ما يؤدي الاعتماد على البنزوديازيبين إلى ظهور صورة سريرية متزايدة التدهور، تشمل التدهور الاجتماعي الذي يؤدي إلى الإدمان على الكحول وإدمان المخدرات، سوء استخدام البنزوديازيبين يسبب الاكتئاب ومشاكل الجهاز العصبي المركزي الذي بدوره يزيد من خطر الانتحار في مدمني المخدرات.

### السرطنة
لم يكن هناك جدل حول الصلة المحتملة بين استخدام البنزوديازيبين وتطوير السرطان؛ اقترحت الدراسات الأترابية المبكرة في الثمانينيات ارتباطا محتملا، إلا أن دراسات متابعة قد وجدت عدم وجود صلة بين البنزوديازيبين والسرطان، في دراسة السرطان الوطنية الثانية في الولايات المتحدة في عام 1982، أجرت جمعية السرطان الأمريكية استطلاعا لأكثر من 1.1 مليون مشارك، ووجدت زيادة ملحوظة في خطر الاصابة بالسرطان لدى مستخدمي الحبوب المنومة، وخاصة البنزوديازيبينات. كانت هناك 15 دراسة وبائية تشير إلى أن استخدام البنزوديازيبين أو غير البنزوديازيبين المنوم يرتبط بزيادة الوفيات، ويرجع ذلك أساسا إلى زيادة الوفيات الناجمة عن السرطان لدى البشر، وتشمل السرطان : سرطان في الدماغ والرئة والأمعاء والثدي والمثانة، والأورام الأخرى. وقد افترض أن إما انخفاض في وظيفة المناعة أو الالتهابات الفيروسية نفسها كانت السبب في زيادة معدلات السرطان، في حين أعرب المراجعون في إدارة الغذاء والدواء الأمريكية في البداية عن قلقهم بشأن الموافقة على الأدوية غير "بنزوديازيبين Z" بسبب مخاوف السرطان، وفي نهاية المطاف غيروا رأيهم ووافقوا على الأدوية.  ومع ذلك، وجدت دراسة حديثة للسيطرة على الحالات عدم وجود صلة بين استخدام البنزوديازيبينات وسرطانات الثدي والرئة والأمعاء والرئة وبطانة الرحم والمبايض والخصيتين والغدة الدرقية والكبد، أو مرض هودجكين، وسرطان الجلد، أو لمفوما لاهودجكينية للغدد اللمفاوية. دراسات أكثر تحديدا للسيطرة على الحالات منذ عام 2000 لم تظهر أي صلة بين استخدام البنزوديازيبين و سرطان الثدي. ووجدت إحدى الدراسات وجود علاقة بين استخدام البنزوديازيبين المبلغ عنه ذاتيا وتطوير سرطان المبيض، في حين وجدت دراسة أخرى أنه لا توجد أي علاقة بينهما.

### دليل تلف الدماغ
في دراسة أجريت في عام 1980 في مجموعة من 55 مريضا اعترفوا على التوالي بعد أن استخدموا كمية كبيرة من المهدئات أو المنومات، كان الأداء العصبي النفسي أقل بكثير، وعلامات الضعف الفكري ملحوظ بشكل كبير في كثير من الأحيان اقترحت هذه النتائج وجود علاقة بين تعاطي المهدئات أو المنومات والاضطرابات الدماغية.
وقد تسائل منشور في عام 1981 إذا كان لورازيبام أكثر سمية من ديازيبام.
في دراسة أجريت في عام 1984، تم تقديم 20 مريضا بعد أن أخذوا البنزوديازيبينات على المدى الطويل لفحوص المسح المقطعية الدماغية. بعض المسح الضوئي بدا غير طبيعي. تم زيادة متوسط نسبة البطين بقياس المخططات على القيم الوسطية في مجموعة من موضوعات السيطرة على العمر والجنس ولكن كانت أقل من تلك الموجودة في مجموعة من المدمنين على الكحول، لم تكن هناك علاقة كبيرة بين ظهور الأشعة المقطعية ومدة علاج البنزوديازيبين، كانت الأهمية السريرية للنتائج غير واضحة.
في عام 1986، كان من المفترض أن تلف الدماغ الدائم قد ينجم عن الاستخدام المزمن للبنزوديازيبينات المشابهة لتلف الدماغ المتعلق بالكحول.
في عام 1987، 17 من المتعاطيين الداخليين من البنزوديازيبينات أظهروا بشكل متكرر مساحات السائل النخاعي الموسع مع انكماش الدماغ المرتبطة بها، ويذكر أن الانكماش في الدماغ يبدو مرتبطا بالجرعة، مع وجود جرعة منخفضة من المستخدمين الذين لديهم انكماش أقل في الدماغ مقارنة بمستخدمي الجرعات العالية.
ومع ذلك، وجدت دراسة مقطعية في عام 1987 أنه لا يوجد دليل على انكماش الدماغ في مستخدمين البنزوديازيبين المنصوص عليها.
في عام 1989، في دراسة من 4-6 سنوات لمتابعة 30 من المرضى الذين يتعاطون البنزوديازيبين، تم العثور على أن وظيفة Neuropsychological function تتأثر بشكل دائم في بعض الجرعات العالية عند متعاطي البنزوديازيبينات. وقد لوحظ تلف الدماغ المماثل لتلف الدماغ بسبب الكحوليات، وأظهرت تشوهات المسح المقطعي توسع في نظام البطين، ومع ذلك، خلافا للمدمنين على الكحول، المهدئات المنومة لم تظهر أي دليل على اتساع القشرية، وخلصت الدراسة إلى أنه عندما يتم تشخيص الاضطراب الدماغي في متعاطي البنزوديازيبين المنومة المهدئة، غالبا ما تكون دائمة.
دراسة مقطعية في عام 1993 حققت في تلف الدماغ في مستخدمين البنزوديازيبين ولم تجد أي اختلافات شاملة لمجموعة مراقبة صحية.
ووجدت دراسة في عام 2000 أن علاج البنزوديازيبين على المدى الطويل لا يؤدي إلى تشوهات في الدماغ.
وقد ادعي الانسحاب من تعاطي جرعة عالية من نيترازيبام في عام 2001 أنها تسبب صدمة شديدة من الدماغ كله مع النشاط البطيء على التخطيط الدماغي في مريض واحد بعد 25 عاما من سوء المعاملة، وبعد الانسحاب، استمرت شذوذ في أنماط موجة الدماغ خارج متلازمة الانسحاب، والتي اقترحت على المؤلفين أن تلف الدماغ العضوي حدث من التعاطي المزمن لجرعة عالية من نيترازيبام.
وقالت البروفسور أشتون، وهي خبيرة بارزة في البنزوديازيبينات من معهد نيوكاسل للجامعة للعلوم العصبية، أنه لا يوجد أي أضرار هيكلية من البنزوديازيبينات، وتدعو إلى مزيد من البحوث في الأعراض الطويلة الأمد أو الدائمة لاستخدام البنزوديازبينات على المدى الطويل اعتبارا من عام 1996. وقد ذكرت أنها تعتقد أن التفسير الأكثر احتمالا للأعراض الدائمة هو استمرار التغييرات الوظيفية في مستوى مستقبلات غبا للبنزوديازيبين. وقد تم استخدام تقنيات مسح الدماغ الحديثة مثل التصوير بالرنين المغناطيسي اعتبارا من عام 2002 ولكنها لم تستخدم أبدا للتحقيق في مسألة ما إذا كانت البنزوديازيبينات تسبب تلف وظيفي أو هيكلي في الدماغ.
في عام 2014 وجدت الدراسات وجود علاقة بين استخدام البنزوديازيبينات وزيادة خطر الخرف ولكن الطبيعة الدقيقة للعلاقة لا تزال مسألة نقاش. ووجدت دراسة لاحقة عدم وجود مثل هذه الآثار.

## تاريخ استخدام المخدر
عندما أدخلت البنزوديازيبينات في عام 1961 كان يُعتقد أنها آمنة على نطاق واسع ولكن مع مرور عقود من خلال زيادة الوعي من الآثار الضارة المتصلة باستخدامها على المدى الطويل أصبح معروفا كونها لها اثار سلبية كبيرة، كانت هناك موافقة عامة على نطاق واسع في البداية، ولكن أعقب ذلك برفض واسع النطاق، وتبعت توصيات لمزيد من المبادئ التوجيهية الطبية التقييدية. وقد أثيرت مخاوف بشأن الآثار الطويلة الأجل للبنزوديازيبينات منذ عام 1980. ولا تزال هذه الشواغل لا تحصل على إجابة بشكل كامل، وخلص استعراض في عام 2006 حول استخدام منومات البنزوديازيبين والننزوديازيبين إلى أن هناك حاجة إلى مزيد من البحوث لتقييم الآثار طويلة الأجل للعقاقير المنومة، ترتبط معظم مشاكل البنزوديازيبينات باستخدامها على المدى الطويل بدلا من استخدامها على المدى القصير. وهناك أدلة متزايدة على الضرر الناجم من استخدام البنزوديازيبينات على المدى الطويل، ولا سيما في الجرعات العالية، في عام 2007، أوصت وزارة الصحة أن يتم فحص الأفراد الذين يستخدمون البنزوديازيبينات على المدى الطويل على الأقل كل 3 أشهر، كما أوصت أيضا العلاج البديل لعدم وجود أدلة للفعالية، ونظرا لمخاطر التي يحصدها المريض على المدى الطويل.  الآثار طويلة الأجل من البنزوديازيبينات هي مشابهة جدا لآثار تناول الكحوليات لفترات طويلة (وبصرف النظر عن سمية الجهاز) وغيرها من المسكنات المنومة، آثار الانسحاب والتبعية متطابقة تقريبا بين المخدر والكحول، أفاد تقرير في عام 1987 من قبل الكلية الملكية للأطباء النفسيين في بريطانيا العظمى أن أي فوائد للاستخدام على المدى الطويل من البنزوديازيبينات من المرجح أن تكون تفوق بكثير من مخاطر الاستخدام على المدى الطويل. على الرغم من أن البنزوديازيبينات لا تزال موصوفة على نطاق واسع، التكاليف الاجتماعية والاقتصادية لاستمرار وصف واسع النطاق من البنزوديازيبينات لا تزال عالية.

### جدل سياسي
أوصى مجلس البحوث الطبية في عام 1980 بإجراء بحوث في آثار استخدام البنزوديازيبينات على المدى الطويل وأوصى تحقيق برلماني للحكومة البريطانية عام 2009 بإجراء بحوث عن الآثار الطويلة الأجل للبنزوديازيبينات. وجهة نظر وزارة الصحة هي أنها بذلت كل جهد ممكن لجعل الأطباء على بينة من المشاكل المرتبطة باستخدام البنزوديازيبينات على المدى الطويل، وكذلك مخاطر إدمان البنزوديازيبين.
وفي عام 1980، أصدرت الوكالة التنظيمية للأدوية ومنتجات الرعاية الصحية التابعة للهيئة المعنية بسلامة الأدوية، كما أصدرت توجيهات تقيد استخدام البنزوديازيبينات، وقامت بتحديث هذه التحذيرات وتعزيزها في عام 1988، وعندما سُئل فيل وولاس في عام 1999 عما إذا كانت وزارة الصحة تخطط لإجراء بحوث في الآثار طويلة الأجل للبنزوديازيبينات، ردت الوزارة قائلة أنها لا تخطط للقيام بذلك، كما أن يقتصر استخدام البنزوديازيبينات بالفعل على المدى القصير ويتم رصدها من قبل الهيئات التنظيمية. في مناقشات مجلس العموم، ادعى فيل وولاس أنه كان هناك تغطى فيما يتعلق بالمشاكل المرتبطة بالبنزوديازيبينات لأنها كبيرة جدا بالنسبة للحكومات والهيئات التنظيمية وصناعة الأدوية للتعامل معها، وذكر جون هوتون ردا على ذلك أن وزارة الصحة تأخذ مشاكل البنزوديازيبينات على محمل الجد ولا تجتاح القضية تحت السجادة. وفي عام 2010، قدم الفريق البرلماني لجميع الأحزاب المعني بإدمان المهدئات غير الطوعية شكوى إلى لجنة المساواة وحقوق الإنسان بموجب قانون التمييز ضد الإعاقة لعام 1995 ضد إدارة الصحة وإدارة العمل والمعاشات التي تزعم التمييز ضد الأشخاص الذين يعانون من دواء البنزوديازيبين والاعتماد عليها كنتيجة لحرمانها من خدمات العلاج المتخصصة، والاستبعاد من العلاج الطبي، وعدم الاعتراف بمتلازمة انسحاب البنزوديازيبين المطولة، فضلا عن الحرمان من إعادة التأهيل وبرامج العودة إلى العمل، بالإضافة إلى ذلك، ادعت شكوى أبجيتا أن هناك "حظرا افتراضيا" على جمع المعلومات الإحصائية عن البنزوديازيبينات عبر الإدارات الحكومية، في حين أن هناك كميات أخرى من المخدرات الخاضعة للمراقبة تحتوي على كميات هائلة من البيانات الإحصائية. وادعت الشكوى أن التمييز متعمد وواسع النطاق وأن الإدارات الحكومية على علم بما تقوم به.

#### اجتماع مجلس البحوث الطبية
عقد مجلس البحوث الطبية اجتماعاً مغلقاً بين كبار الأطباء في المملكة المتحدة وممثلي صناعة المستحضرات الصيدلانية بين تاريخ 30 أكتوبر 1980 و 3 أبريل 1981. تم جعل الاجتماع سرياً بموجب قانون السجلات العامة لعام 1958 حتى عام 2014 ولكن أصبح متاحاً في 2005 نتيجة دخول قانون حرية المعلومات حيز التنفيذ، وقد تم عقد الاجتماع بسبب المخاوف من أن 10-100،000 شخص يمكن أن يصبح مدمناً على الدواء؛ قام رئيس الاجتماع البروفيسور مالكولم لادر في وقت لاحق بتنقيح هذا التقدير ليشمل ما يقرب نصف مليون شخص من البريطانيين يُشتبه في أنهم تعدوا على مستويات علاجية عالية الجرعة من البنزوديازيبينات، حوالي نصف هؤلاء يستخدمون البنزوديازيبينات على المدى الطويل، وأفيد أن البنزوديازيبينات قد تكون ثالث أو رابع أكبر مشكلة مخدرات في المملكة المتحدة (أكبرها الكحول والتبغ). وتابع رئيس الاجتماع بمعلومات إضافية، أحيلت إلى مجلس علم الأعصاب التابع لمجلس البحوث الطبية، مما أثار مخاوف بشأن الاختبارات التي أظهرت ضمور القشرية المحدد في 2 من أصل 14 شخصاً وشذوذ الحدود في خمسة آخرين، ورأى أنه نظرا للمنهجية المستخدمة في تقييم عمليات المسح الضوئي، من المرجح أن تكون الشذوذ أقل من الواقع، كما نوقشت النتائج التي تفيد بأن التعود على البنزوديازيبينات يمكن إثباته عن طريق حقن الديازيبام في المستخدمين على المدى الطويل؛ في المواد العادية، تحدث زيادات في هرمون النمو، في حين أن الأفراد الذين يستخدمون البنزوديازيبين يتحملون أضعاف الأدوية الأخرى. كما أثيرت النتائج في الدراسات الحيوانية التي أظهرت تطور التعود على المخدر في شكل تخفيض 15% في قدرة ملزمة من البنزوديازيبينات بعد سبعة أيام من إعطاء جرعات عالية من ناهض جزئية البنزوديازيبين مع مخدرات فلورازيبام وتخفيض 50 في المئة في القدرة بعد 30 يوم من جرعة منخفضة من الديازيبام. وأعرب الرئيس عن قلقه من أن الأوراق التي ستنشر قريبا ستؤدي إلى "إثارة المسألة برمتها"، إن مجلس البحوث الطبية "لديه مسائل قيد النظر إذا طرحت أسئلة على البرلمان"، رأى الرئيس أنه "كان من المهم جدا سياسيا أن مركز موارد المهاجرين يجب أن يكون" خطوة واحدة إلى الأمام "، وأوصى بتمويل الدراسات الوبائية وتنفيذها من قبل روش فارماسيوتيكالز ومركز بحوث الموارد البشرية برعاية البحوث التي أجريت في الآثار البيوكيميائية للاستخدام على المدى الطويل من البنزوديازيبينات . ويهدف الاجتماع إلى تحديد القضايا التي من المحتمل أن تنشأ، وتنبيه وزارة الصحة إلى حجم المشكلة وتحديد الصيدلة وطبيعة الاعتماد على البنزوديازيبين وحجم البنزوديازيبين الذي يتم استخدامه. وكانت منظمة الصحة العالمية مهتمة أيضا بالمشكلة، ورئي أن الاجتماع سيثبت لمنظمة الصحة العالمية أن مركز موارد المهاجرين يأخذ المسألة على محمل الجد، ومن بين الآثار النفسية لاستخدام البنزوديازيبينات على المدى الطويل التي تمت مناقشتها كان انخفاض القدرة على التعامل مع الإجهاد، وذكر الرئيس أن "أعراض الانسحاب من الفاليوم كانت أسوأ بكثير من العديد من العقاقير الأخرى، بما في ذلك الهيروين". وذكر أن احتمال الانسحاب من البنزوديازيبينات "خفض بشكل كبير" إذا كانت البنزوديازيبينات موصوفة لمدة أطول من أربعة أشهر، وخلص إلى أن وصف البنزوديازيبينات غالبا ما يكون بشكل غير مناسب، وذلك بسبب مجموعة واسعة من الظروف والحالات، رأى الدكتور ماسون والدكتور موير أنه نظرا للأعداد الكبيرة من الناس الذين يستخدمون البنزوديازيبينات لفترات طويلة من الزمن، كان من المهم تحديد فعالية وسمية البنزوديازيبينات قبل اتخاذ قرار بشأن الإجراءات التنظيمية التي يجب اتخاذها.[إخفاق التحقق]
أثار الجدل في عام 2010 عندما ظهرت الملفات السرية على ضوء أن مجلس البحوث الطبية قد حذر من أن البنزوديازيبينات الموصوفة لملايين المرضى يبدو أنها تسبب انكماش الدماغ مماثلة لتعاطي الكحول في بعض المرضى، ذكرت صحيفة // الاندبندنت "The Independent on Sunday" // ان ادعاءات "1.5" من أعضاء المجتمع البريطانى الذين يستخدمون البنزوديازيبينات على المدى الطويل لديهم اعراض تلف المخ، وقد وصفها جيم دوبين بأنها "فضيحة ضخمة"، وتوقع الخبراء القانونيون وأعضاء البرلمان دعوى قضائية جماعية، وقالت محامية إنها كانت على بينة من التقاضي الفاشل في الماضي ضد شركات الأدوية وأهمية الوثائق التي كانت تتعلق بقضية المحكمة، وقالت إنه من الغريب أن تبقى الوثائق مخفية من قبل مركز MRC.
رفض البروفيسور ليدر، الذي ترأس اجتماع لجنة MRC، التكهن حول رفض المركز بل قام بإنشاء وحدة لمواصلة البحث عن البنزوديازيبينات، ولماذا لم ينشئ لجنة خاصة للسلامة للنظر في هذه المخاوف؟ وقال البروفيسور ليدر إنه يأسف لعدم اتخاذ المزيد من المبادرات في متابعة القضية، كما قدم البروفسور أشتون مقترحات للبحوث الممولة بالمنح باستخدام التصوير بالرنين المغناطيسي (MRI) وتخطيط أمواج الدماغ والاختبار المعرفي في تجربة عشوائية يتم السيطرة عليها لتقييم ما إذا كانت البنزوديازيبينات تسبب أضراراً دائمة في الدماغ، ولكن على غرار البروفيسور لادر رفض من قبل مركز MRC.
وقال المتحدث باسم مركز MRC إنهم يقبلون استنتاجات أبحاث البروفيسور ليدر وقالوا إنهم لا يمولون سوى البحوث التي تحقق معايير الجودة المطلوبة للبحث العلمي، وقالوا إنهم كانوا ولا يزالون يتقبلون طلبات البحث في هذا المجال، ولم يتم الإبلاغ عن أي تفسير لسبب إغلاق الوثائق في قانون السجلات العامة.
قال جيم دوبين، الذي يرأس المجموعة البرلمانية لجميع الأحزاب لإدمان المهدئات غير الطوعي، أن:
العديد من الضحايا يعانون من مشاكل بدنية ومعرفية ونفسية دائمة حتى بعد انسحابهم من الدواء، نحن نسعى للحصول على المشورة القانونية لأننا نعتقد أن هذه الوثائق هي القنبلة التي كانوا ينتظرونها، يجب أن يبرر مركز (MRC) لماذا لم يكن هناك متابعة سليمة لبحوث البروفيسور ليدر، لا لجنة السلامة، لا دراسة، لا شيء لمزيد من استكشاف النتائج، نحن نتحدث عن فضيحة ضخمة هنا.

#### دعوى جماعية
البنزوديازيبينات لها تاريخ فريد من حيث أنها كانت مسؤولة عن أكبر دعوى من الدرجة الأولى من أي وقت مضى ضد الشركات المصنعة للمخدرات في المملكة المتحدة، في 1980 وأوائل 1990، وشارك فيها 14.000 مريض و 1800 شركة محاماة التي زعمت الشركات المصنعة من إمكانات الاعتماد ولكن تم حجب هذه المعلومات عمدا من قبل الأطباء، وفي الوقت نفسه، تمت مقاضاة 117 من الممارسين العامين و 50 من السلطات الصحية من قبل المرضى لاسترداد الأضرار الناجمة عن الآثار الضارة للتبعية والانسحاب، وقد دفع ذلك بعض الأطباء إلى طلب استمارة موافقة موقعة من مرضاهم والتوصية بأن يتم تحذير جميع المرضى بشكل كاف من مخاطر الاعتماد والانسحاب قبل بدء العلاج بالبنزوديازيبينات. ولم تصل قضية المحكمة ضد مصنعي المخدرات قط إلى حكم؛ تم سحب المساعدة القانونية، مما أدى إلى انهيار المحاكمة، وكانت هناك ادعاءات بأن الأطباء النفسيين الاستشاريين، الشهود الخبراء، لديهم تضارب في المصالح، وأدى هذا التقاضي إلى تغييرات في القانون البريطاني، مما يجعل من الصعب رفع دعاوى بعد ذلك.

## فئات خاصة

### آثاره على حديثي الولادة
وجد أن البنزوديازيبينات تسبب تشوهات مسخية. الأمور المتعلقة بسلامة استخدام البنزوديازيبينات في الحمل غير واضحة ومثيرة للجدل، بدأت المخاوف الأولية بشأن البنزوديازيبينات في الحمل مع نتائج مثيرة للقلق في الحيوانات ولكن هذه لا تعبر بالضرورة عن ما سيحدث في البشر، تم العثور على نتائج متضاربة في الأطفال المعرضين للبنزوديازيبينات. ووجد تحليل أجري مؤخرا لسجل الميلاد الطبي السويدي ارتباطا بالولادة المبكرة، وانخفاض الوزن عند الولادة، ومخاطر معتدلة متزايدة للتشوهات، وقد شوهدت زيادة في رتق المسالك الهضمية، ومع ذلك لم تظهر زيادة في الشقوق الوجهية، واُستنتج أن االبنزوديازيبينات ليست تيراتوجينات رئيسية.

### كبار السن
يمكن أن تحدث سمية كبيرة من البنزوديازيبينات عند كبار السن نتيجة للاستخدام على المدى الطويل. البنزوديازيبينات، جنبا إلى جنب مع المضادات الخافضة للضغط والأدوية التي تؤثر على نظام الكوليني، هي السبب الأكثر شيوعا للخرف الناجم عن المخدرات التي تؤثر على أكثر من 10 في المئة من المرضى الذين يحضرون عيادات الذاكرة. الاستخدام طويل الأمد للبنزوديازيبينات في كبار السن يمكن أن يؤدي إلى متلازمة دوائية مع أعراض بما في ذلك : نعاس، رنح، تعب، ارتباك، ضعف، دوخة (عرض)، دوار (عرض)، إغماء، خرف، اضطراب اكتئابي، عجز جنسي،هلوسة سمعية، جنون ارتياب، فزع، هذيان، تبدد الشخصية، سرنمة، عدوان، هبوط الضغط الانتصابي وأرق، استنزاف بعض الناقلات العصبية ومستويات الكورتيزول والتغيرات في وظيفة المناعة والعلامات البيولوجية يمكن أن تحدث أيضا، وقد وجد أن كبار السن الذين كانوا يستعملون البنزوديازيبينات لفترات طويلة لديهم نسبة أعلى من الارتباك بعد العملية. وقد ارتبطت البنزوديازيبينات مع زيادة تأثير الجسم في كبار السن، والتي يمكن أن تؤدي إلى حوادث مميتة، وقف البنزوديازيبينات يؤدي إلى تحسن في توازن الجسم ويؤدي أيضا إلى تحسينات في الوظائف المعرفية لدى كبار دون تفاقم الأرق.
وقد وجد استعراض للأدلة أنه في حين استخدام البنزوديازيبينات على المدى الطويل يضعف الذاكرة، فإن ارتباطها بالتسبب بالخرف ليس واضحا ويتطلب المزيد من البحث. ووجدت دراسة حديثة أن البنزوديازيبينات ترتبط بزيادة خطر الإصابة بالخرف، ويوصى بتجنب البنزوديازيبينات عند كبار السن ومع ذلك، وجدت دراسة لاحقة، ان زيادة الخرف مرتبطة باستخدام البنزوديازيبينات على المدى الطويل.